# Initiatives of Change
Initiatives of Change, tidigare Moralisk upprustning/Moral ReArmament (MRA), ursprungligen Oxfordgrupprörelsen, är en rörelse som arbetar för moralisk och själslig värderekonstruktion. Den startades av den amerikanske prästen Frank Buchman och en grupp studenter i Oxford under 1920-talet. 
Oxfordgrupprörelsens idéer inspirerade bland annat till bildandet av Anonyma Alkoholister 1935.
Rörelsen har kristna rötter men är öppen för alla trosriktningar. Dess ideologi baseras på vad de kallar The Four Absolutes, ”De fyra fullkomligheterna” (ärlighet, renhet, osjälviskhet och kärlek) och den uppmuntrar sina medlemmar att engagera sig i politiska och sociala frågor samtidigt som varje samhällsförändring måste starta med att individerna försöker förändra sig själva. 
Buchman lade tyngdvikt på gudstron och på att Gud har en mening med alla människors liv. Därför ansåg han det viktigt att alla sökte Guds vishet regelbundet i tysthet och reflektion.
1938 gavs boken Moral Rearmament (The Battle for Peace) ut, redigerad av H.W. Austin. I boken pläderades för moralisk och själslig upprustning (i kontext av resten av världens militära upprustning) som en möjlighet att skapa en värld fri från hat, rädsla och girighet.
Vid denna tid bytte rörelsen namn till MRA, Moral Re-Armament, och 2001 ändrades namnet till Initiatives of Change. Från 1952 till början av 2000-talet hade rörelsen sitt svenska centrum i Villa Alnäs på Djurgården i Stockholm.[källa behövs]
I revyn Gröna Hund 1962 sjöng Tage Danielsson den satiriska visan MRA är bra.